# Arthroderma grubyi
Arthroderma grubyi är en svampart som först beskrevs av Georg, Ajello, Friedman & S.A. Brinkm., och fick sitt nu gällande namn av Ajello, Weitzman, McGinnis & A.A. Padhye 1986. Arthroderma grubyi ingår i släktet Arthroderma och familjen Arthrodermataceae.   Inga underarter finns listade i Catalogue of Life.